# TAKE1
『TAKE1』（テイクワン）は、つんく♂のアルバム。

## 内容
12曲中9曲はセルフカバー曲。2曲がロックバンド「THE つんくビ♂ト」の曲で、つんく♂がギターを弾いている。

## 収録曲
1. TOUCH ME #1 - TSUNKU名義でのファーストシングル
作詞・作曲:つんく 編曲:松原憲
2. Mr.Moonlight〜愛のビッグバンド〜 - 原曲:モーニング娘。
作詞・作曲:つんく 編曲:鈴木俊介
3. ここにいるぜぇ! - 原曲:モーニング娘。
作詞・作曲:つんく 編曲:鈴木Daichi秀行
4. なんでやねん 心配せんでもええ - 原曲:7HOUSE
作詞・作曲:つんく 編曲:高橋諭一
5. LOVE 〜抱き合って〜 - 7HOUSEとの共演。
作詞・作曲:つんく 編曲:松原憲
6. 愛の唄 〜チョンマル サランヘヨ〜 - 原曲:草彅剛（チョナン・カン名義）
作詞・作曲:つんく 韓国語訳詞:チョナン・カン 編曲:鈴木Daichi秀行
7. ひとりぼっちのハブラシ - 原曲:長瀬智也（桜庭裕一郎名義）　
作詞・作曲:つんく 編曲:鈴木俊介
8. すっごいね! - THE つんくビ♂トでの楽曲。
作詞・作曲:つんく 編曲:THE つんくビ♂ト
9. 見ておくれ!MY LOVERS - 原曲:陣内孝則
作詞・作曲:つんく 編曲:鈴木俊介
10. 草原の人 - 原曲:松浦亜弥
作詞:加藤和枝 作曲:つんく 編曲:鈴木Daichi秀行
11. LOVE〜Since 1999〜 - 原曲を彼と共に歌った浜崎あゆみのパートをモーニング娘。の高橋愛が歌っている。
作詞・作曲:つんく 編曲:河野伸
12. 明日が来る前に - THE つんくビ♂トでの楽曲。原曲はFUJIWARA
作詞・作曲:つんく 編曲:THE つんくビ♂ト

## 参加ミュージシャン
- つんく♂ - ボーカル、ギター

- 松原憲 - プログラミング
- 鈴木俊介 - ギター、プログラミング
- 鈴木Daichi秀行 - ギター、プログラミング
- 高橋諭一 - ギター、プログラミング
- こーじ（THE つんくビ♂ト） - ギター
- オグ（元7 HOUSE） - ドラム
- ヒロキ（元7 HOUSE） - ベース
- 佐野康夫 - ドラム
- スティング宮本 - ベース
- 新堂敦士 - ギター、コーラス
- まこと - ドラム